# Brother Orchid
 (енгл. Brother Orchid) је амерички филм режисера Лојда Бејкона са Едвардом Г. Робинсоном, Хамфријем Богартом и Ен Садерн у главним улогама. Сценарио за филм је написао Ерл Болдвин са непотисаним помоћницима Џеријем Волдом и Ричардом Маколијем по причи Ричарда Конела.

## Улоге
| Глумац             | Улога               |
| ------------------ | ------------------- |
| Едвард Г. Робинсон | "Мали" Џон Т. Сарто |
| Ен Садерн          | Флоренс Адамс       |
| Хамфри Богарт      | Џек Бак             |
| Доналд Крисп       | старешина манастира |
| Ралф Белами        | Кларенс П. Флечер   |
| Ален Џенкинс       | Вили "Нож" Карсон   |
| Чарлс Д. Браун     | брат Рен            |
| Сесил Келавеј      | брат Гудвин         |
| Морган Конвеј      | Филаделфија Пауел   |
| Ричард Лејн        | Магзи О'Деј         |
| Пол Гилфојл        | Ред Мартин          |